# Abraham Kupchik
Abraham Kupchik (ur. 25 marca 1892 w Brześciu, zm. 26 listopada 1970 w Montclair) – amerykański szachista pochodzenia żydowskiego, złoty medalista olimpijski.

## Życiorys
W roku 1903 jego rodzina wyemigrowała do Stanów Zjednoczonych. Pierwszy start w turnieju odnotował w roku 1913 w Nowym Jorku. W kolejnych latach wielokrotnie startował w nowojorskich turniejach, w wielu z nich zajmując czołowe lokaty. W roku 1918] wygrał nielicznie obsadzony turniej w Rye Beach. W roku 1923 podzielił I miejsce (wraz z Frankiem Marshallem) w Hopatcong. Rok później spotkał się w meczu z Jefimem Bogolubowem, któremu uległ 2-4. W kolejnym meczu, rozegranym w roku 1925 zremisował 3-3 z Carlosem Torre. W tym samym roku zwyciężył w mistrzostwach nowojorskiego klubu Manhattan Chess Club (przed Isaakiem Kashdanem oraz Israelem Horowitzem). W roku 1926 zajął II miejsce (za Jose Raulem Capablanką) w Hopatcong. W roku 1935 wystąpił w reprezentacji USA na szachowej olimpiadzie w Warszawie. Grając na III szachownicy zdobył 10 pkt w 14 partiach i w znacznym stopniu przyczynił się do zdobycia złotego medalu (za uzyskany wynik indywidualny otrzymał drugi medal, brązowy). W latach 1936–1940 trzykrotnie wystąpił w turniejach o mistrzostwo kraju. W roku 1945 wziął udział w radiowym meczu drużyny USA przeciwko ZSRR, przegrywając na IX szachownicy ½ - 1½ z Władimirem Makogonowem. W roku 1946 osiągnął swój ostatni znaczący rezultat w karierze, zajmując III miejsce w rozegranym w Pittsburghu turnieju US Open. W kolejnych latach nie występował w turniejach, ograniczając się jedynie do rozgrywania towarzyskich partii błyskawicznych.
Według retrospektywnego systemu Chessmetrics, najwyżej sklasyfikowany był w styczniu 1917, zajmował wówczas 14. miejsce na świecie.